# Tavs Neiiendam
Tavs Harmens Neiiendam (12. december 1898 i København – 3. maj 1968 på Frederiksberg) var en dansk skuespiller og instruktør.
Han var søn af skuespiller og sceneinstruktør Nicolai og skuespillerinden Jonna Neiiendam.
Tavs Neiiendam debuterede 1920 på Det kongelige Teaters elevskole og var tilknyttet dette teater i en række år. Han skrev flere hørespil til Statsradiofonien, heriblandt Mordets Melodi, der senere blev filmatiseret. Han var også knyttet til radioen som instruktør, hvor han selv nåede af få mere end 600 roller. Til gengæld indspillede han kun forholdsvis få film.
Tavs Neiiendam er begravet på Frederiksberg ældre kirkegård.

## Filmografi
- Balletten danser – 1938
- Damen med de lyse handsker – 1942
- De tre skolekammerater – 1944
- Hatten er sat – 1947
- Hr. Petit – 1948
- Kampen mod uretten – 1949
- Nålen – 1951
- Tre piger fra Jylland – 1957